# Henryk Karol Périer

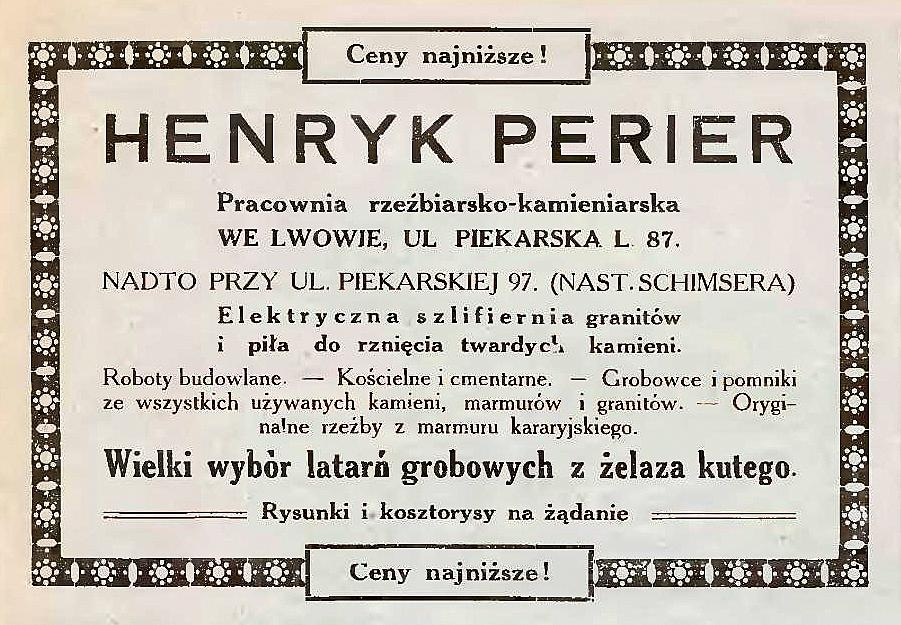
Ogłoszenie pracowni Henryka Périera z 1914

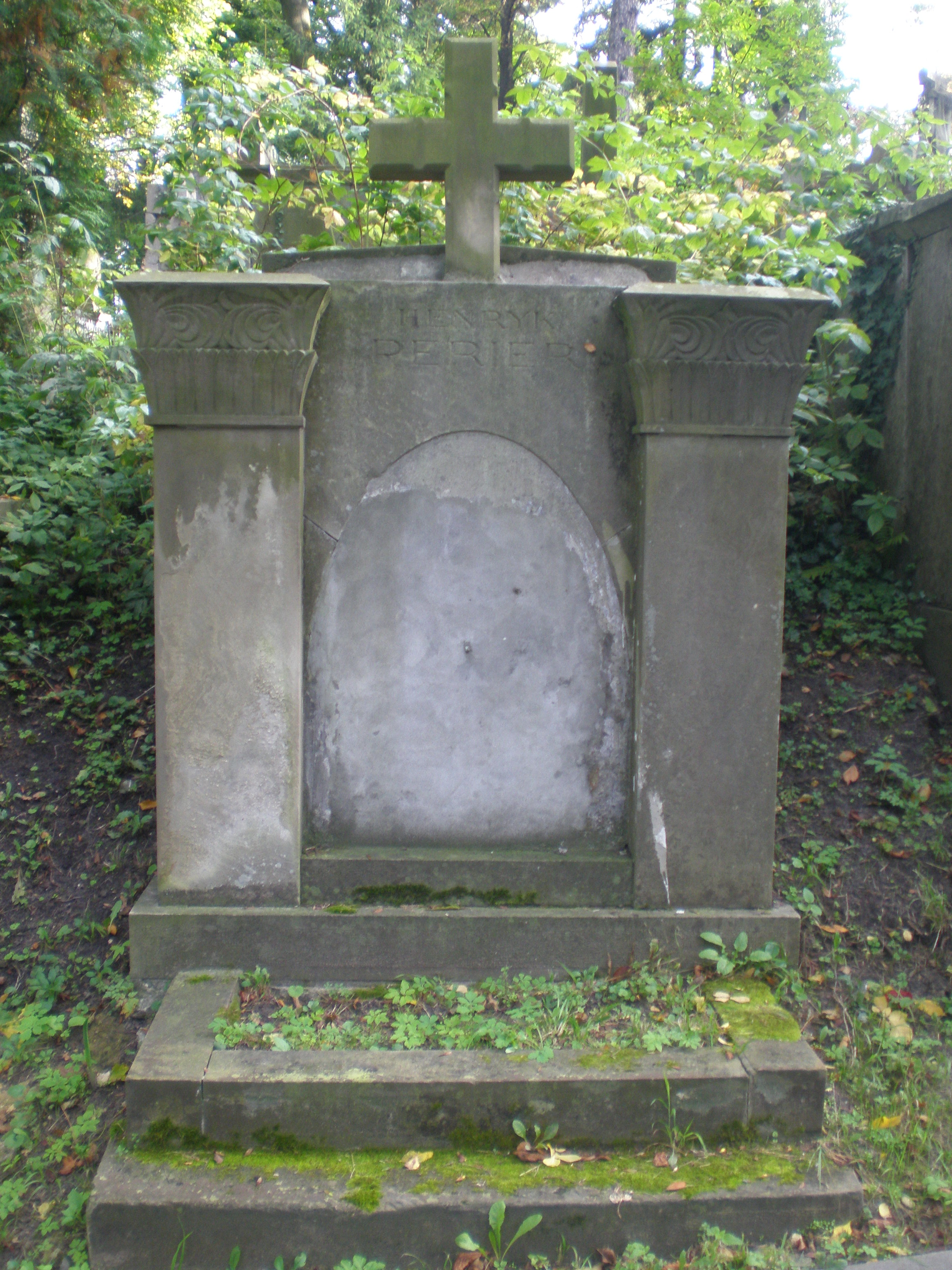
Zdewastowany nagrobek Henryka Karola Périera

Henryk Karol Périer (ur. 1863 we Lwowie, zm. 1928 tamże) – polski rzeźbiarz.

## Działalność
Był twórcą wielu pomników nekropolii Łyczakowskiej we Lwowie. Pracownia rzeźbiarsko-kamieniarska Henryka Périera mieściła się przy ul. Piekarskiej (lokale nr 87 i 97).
Jego ojcem był Abel Marie Périer – francuski rzeźbiarz osiadły w XIX wieku na stałe we Lwowie, synem Kazimierz Périer, który przejął po nim zakład kamieniarski, a jednym z czterech wnucząt (najstarszym) Henryk Périer (ur. 1930), który zmarł po powojennym wygnaniu Polaków ze Lwowa w Krakowie w lipcu 2012 roku i został pochowany na Cmentarzu Rakowickim. Także i on kontynuował kamieniarskie tradycje swoich lwowskich przodków.
Henryk Karol Périer po śmierci ojca w 1881 odziedziczył po nim zakład kamieniarski przy ówczesnej ulicy Piekarskiej po czym go dalej rozbudowywał i powiększał zakupując kolejne pomieszczenia, m.in. przy ulicy Piekarskiej 87 w pobliżu Cmentarza Łyczakowskiego. Zakład zatrudniał w sezonie letnim 20-25 ludzi, a zimą 8-10 kamieniarzy. Był on jednym z najznakomitszych zakładów specjalizujących się w pomnikarstwie nagrobnym w całym Lwowie.
Henryk Karol Périer zmarł we Lwowie i został pochowany na Cmentarzu Łyczakowskim. Jego nagrobek, podobnie jak setki innych polskich, został zdewastowany w czasach Ukraińskiej SRR i pozostaje w takim stanie do dziś.

## Nagrobki na Łyczakowie dłuta Henryka Périera
- sarkofag „Żelaznej Kompanii” (w centrum kwatery) wzniesiony dla uczczenia powstańców listopadowych z napisem Weteranom Wojska Polskiego z 1830/31 r.,
- nagrobek Barwiczów, wykonany dla Irenki Barwiczówny zmarłej w wieku 16 lat córki inż. Karola Barwicza, spoczął tam także m.in. jej brat zmarły śmiercią samobójczą w wieku 30 lat, której dokonał przy grobie siostry[2][3],
- nagrobek Marii i Leona Pinińskich (rektora Uniwersytetu Jana Kazimierza we Lwowie),
- nagrobek Klary i Jana Riedlów,
- pomnik Jana Galla (kompozytora, dyrygenta, pedagoga i krytyka muzycznego),
- nagrobek studenta Politechniki Lwowskiej Adama Nasadnika (płaczka depcząca skrzydła i klepsydrę),
- prawdopodobnie pomnik "Anioł sypiący mak" na grobie nieznanej z nazwiska rodziny,
- pomnik Stanisława Cengela,
- nagrobek Eleonory Hawrot.

## Nagrobki wykonane przez firmę Henryka Périera
na Łyczakowie
- pomnik Franciszka Stefczyka (inicjatora kas oszczędnościowo-pożyczkowych tzw. Kas Stefczyka) dłuta Andrzeja Albrychta,
- pomnik Omeliana Ogonowskiego dłuta Rudziewicza,
- pomnik Ernesta Hope Kerra,
- pomnik rodziny Spalków,
- pomnik rodziny Dobrzańskich (Jan i Stanisław oraz Włodzimierz Bańkowski) dłuta Rudziewicza,
- nagrobek Wilhelma Jana Wychera i Piotra Józefa Kiniarza,
- grobowiec rodziny Abrahamów gdzie spoczywa profesor Władysław Abraham i znajduje się symboliczna tablica poświęcona generałowi II RP Romanowi Abrahamowi.

Na Łyczakowie znajduje się także wiele pozbawionych elementów rzeźbiarskich grobowców wzniesionych przez firmę Périerów.
W Buczaczu
- Nagrobek Jozia Zycha (zm. 1908, syn dyrektora miejscowego gimnazjum Franciszka, na cmentarzu miejskim[4])

W Kolbuszowej
- nagrobek Zofii Magdowej (zm. 1899)[5]

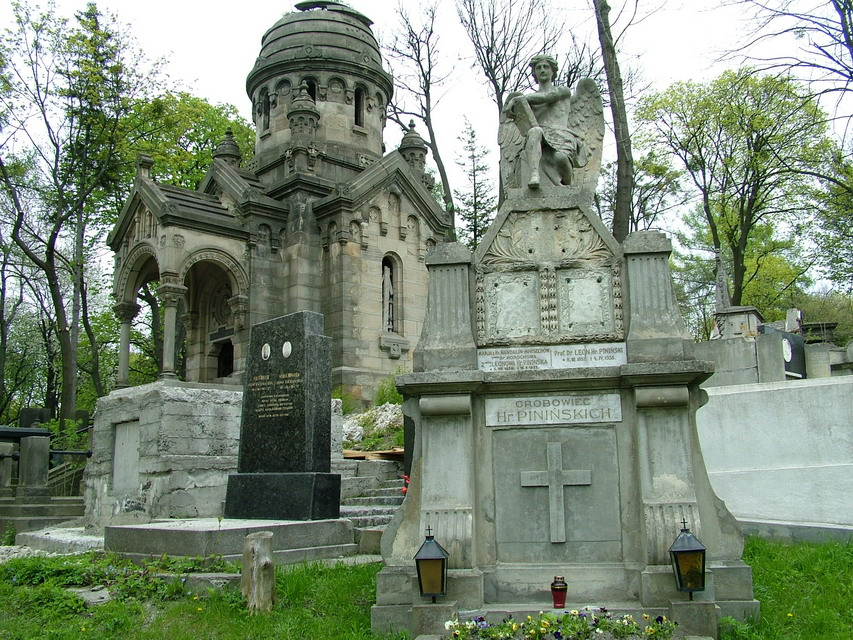
Pomnik nagrobny Leona Pinińskiego wykonany przez Henryka Karola Périera na Cmentarzu Łyczakowskim
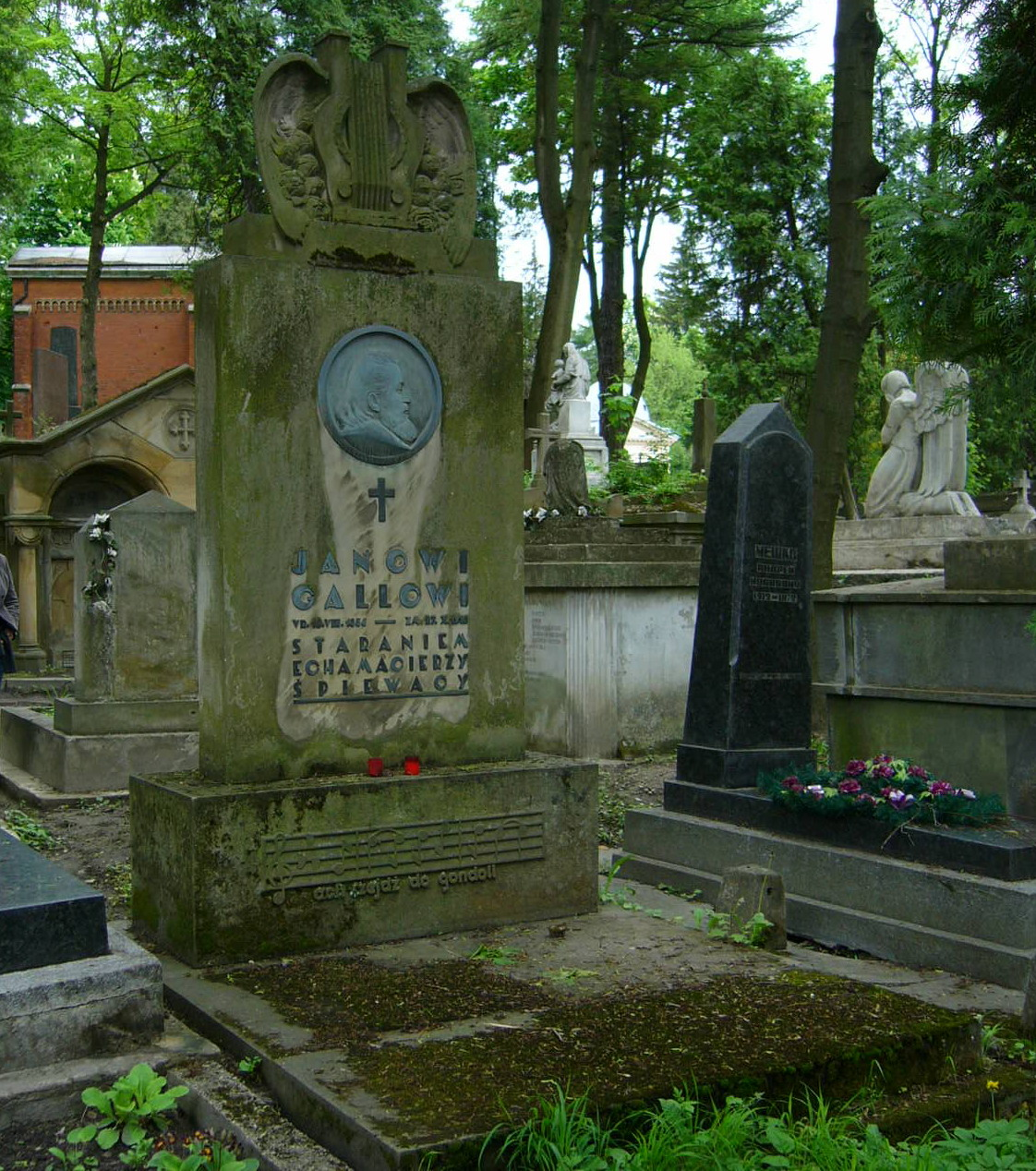
Pomnik nagrobny Jana Galla wykonany przez Henryka Karola Périera na Cmentarzu Łyczakowskim
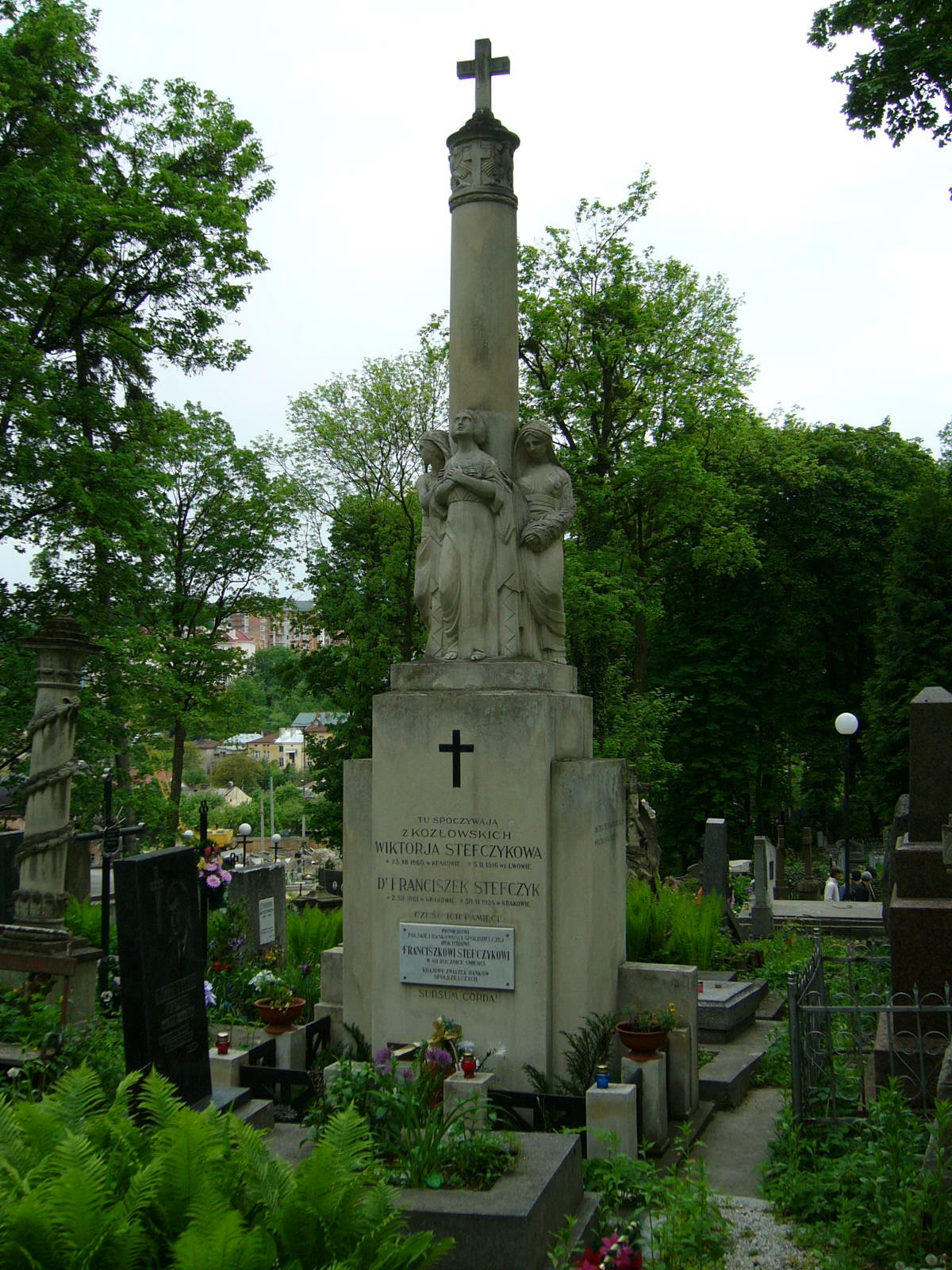
Pomnik nagrobny Franciszka Stefczyka dłuta Andrzeja Albrychta, wykonany przez firmę Henryka Karola Périera na Cmentarzu Łyczakowskim
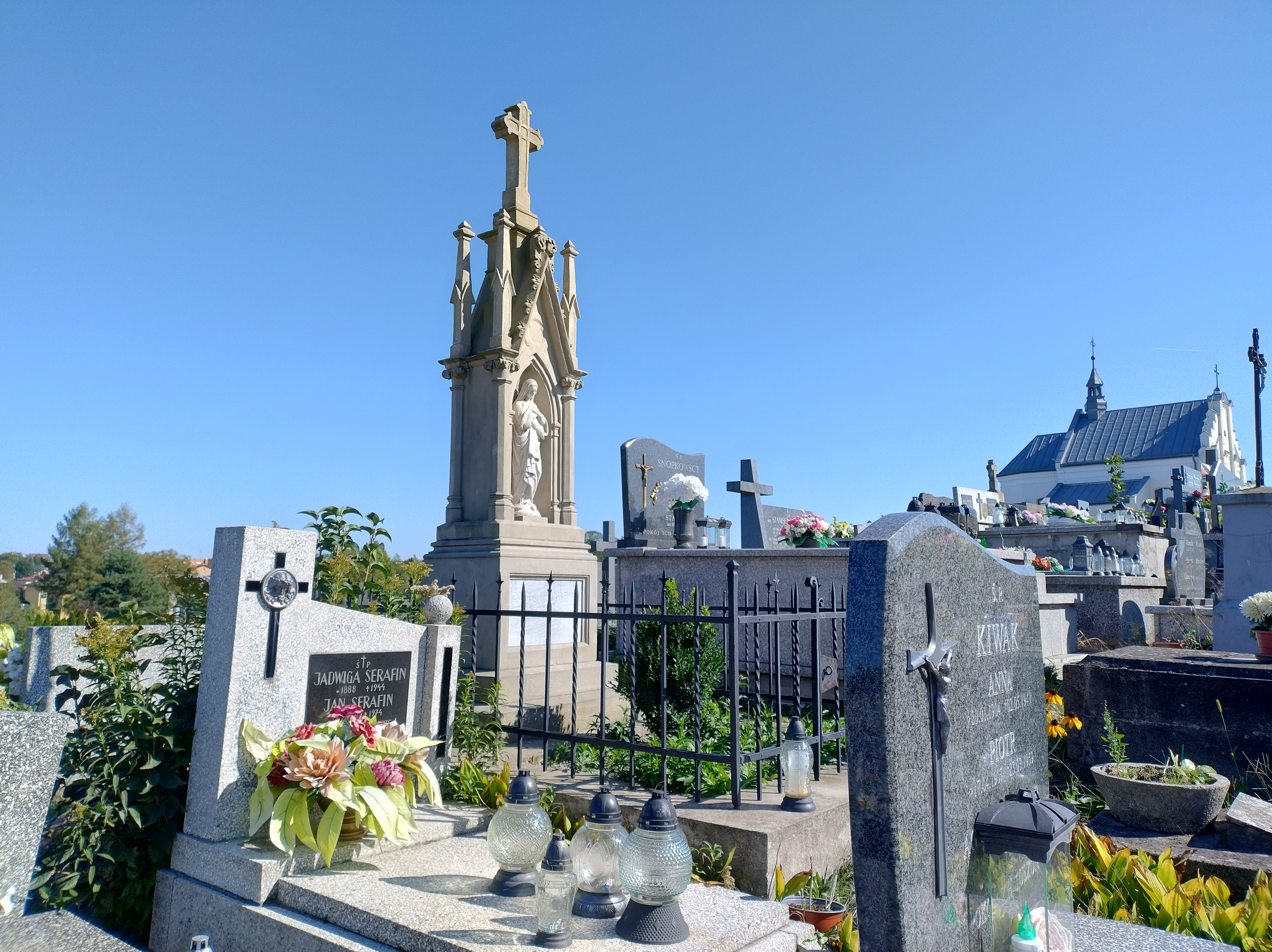
Nagrobek Zofii Magdowej na cmentarzu w Kolbuszowej, wykonany w warsztacie Périera